# François Desgrées du Loû
Pour les autres membres de la famille, voir Famille Desgrées du Loû.
François Desgrées du Loû (1909-1985) est un journaliste et résistant français, cofondateur de Ouest-France.

## Biographie

Armes des Desgrées du Loû.

François est le fils d'Emmanuel Desgrées du Loû, cofondateur et directeur politique de L'Ouest-Éclair, et de Jeanne Hamonno. Il effectue ses études au collège Saint-Vincent et à l'université de Rennes, en lettres et en droit.
En 1936, il devient rédacteur à L'Ouest-Éclair dont il est ensuite secrétaire de la direction politique jusqu'en 1940. Dès juin 1940, il refuse la parution du titre sous le contrôle de la censure militaire et quitte le journal suivi quelques semaines plus tard par son beau-frère Paul Hutin-Desgrées. Installé à Saint-Léry chez sa belle-mère, François Desgrées du Loû entre alors en résistance. Cet engagement lui vaut de recevoir en 1947 la croix de guerre avec étoile de bronze ; il est décoré des mains du général de Gaulle.
À la Libération, il est le cofondateur de Ouest-France, dont il est directeur général adjoint de 1944 à 1965. Il en est ensuite cogérant, administrateur et collaborateur de différents journaux.

## Distinctions
- Croix de guerre 1939-1945.